# Maks
Maks (dodatkowa nazwa w j. kaszub. Maks) – wieś w Polsce, w województwie pomorskim, w powiecie kartuskim, w gminie Chmielno
Miejscowość leży na obszarze Pojezierza Kaszubskiego i znajduje się na terenie Kaszubskiego Parku Krajobrazowego. Wchodzi w skład sołectwa Przewóz.
Do 2023 miejscowość była osadą wsi Przewóz.
W latach 1975–1998 Maks administracyjnie należał do województwa gdańskiego.